# 法米法兹
拿督法米法兹 （1981年2月4日—），马来西亚政治人物，公正党宣传主任，现任马来西亚通讯部部长兼班底谷国会议员，也是团结政府发言人。曾担任马来西亚数字通讯部部长、公正党通讯部主任。

## 早期生活和教育
1981年 2 月 4日出生在马来西亚吉隆坡。他是拿督法兹尔尤努斯（Datuk Fadzil Yunus）三个儿子中的第二个。法兹尔曾是联邦土地发展局（FELDA）集团公司的前总监总经理；他的母亲拿汀法兹雅蓝里（Datin Fauziah Ramly）曾是一名高级公务员，来自马来西亚的行政与外交官（PTD）体系。
他的外祖母哈娃慕沙（Hawa Musa）曾在1960年代担任巫统最高理事会成员，并领导吉隆坡巫统妇女组。 法米的弟弟阿末菲克里·莫哈末·法兹尔（Ahmad Fikri Mohamed Fadzil）是一名创作歌手，以“Bayangan”为艺名进行表演和录音。
法米拥有美国印第安纳州普渡大学（Purdue University）的化学工程理学士学位（BSChE）。

## 职业生涯
在2010年正式加入人民公正党（PKR）之前，法米是一位作家、演员，以及屡获殊荣的剧场表演者。他曾出演2006年电视剧《Gol & Gincu》（《球门与口红》），并主持访谈节目《The Fairly Current Show》。
他也积极参与社会运动，于2012年加入了美丹花园社区艺术项目（Taman Medan Community Arts Project）。该项目致力于通过表演艺术和视觉艺术来化解年轻人之间的种族紧张关系。

## 政治生涯
他开始从政时担任努鲁依莎·安华（Nurul Izzah Anwar）的秘书，努鲁依莎当时是人民公正党（PKR）班底谷（Lembah Pantai）国会议员。在她于2013年大选胜选后，法米也开始担任公正党通讯主任，并在《星报》（The Star）撰写专栏《On The Way》。
2018年，努鲁依莎转战人民公正党的堡垒区柏马当巴乌（Permatang Pauh），法米被选为接替她出征班底谷选区的候选人。他最终以5,598张多数票胜出，并在第14届全国大选（GE14）中，赢得了该席位，公正党也成为国会最大党派。
在第15届全国大选中，法米以更大的多数票——13,912张，成功卫冕班底谷国会议席，击败来自巫统、伊斯兰党（PAS）和斗士党（Pejuang）的候选人。

### 通讯与数码部部长 （2022 - 2023）
在安华依布拉欣（Anwar Ibrahim）领导的团结政府成立后不久，法米被任命为新的通讯及数码部长。
他表示希望通过改善基础设施、加强网络数据安全，以及吸引投资，协助开启马来西亚的数码黄金时代。
他也表示，政府无意限制言论自由与表达自由，但会严防假消息、诽谤以及网络仇恨言论的散播。
在他担任通讯及数码部长的第一年内，发生了多起引发关注的事件。
法米曾因质疑一项有关政府执政百日表现的调查结果而受到批评，并指责部分社交媒体平台助长假新闻的传播。
2023年7月，在The 1975乐团的成员马蒂·希利（Matty Healy）在表演中批评马来西亚的反LGBT法律，并亲吻乐队成员罗斯·麦克唐纳（Ross MacDonald）后，政府取消了在雪邦举行的Good Vibes音乐节。
通讯及数码部立即发布取消指令，迫使为期三天的音乐节提前中止，表示此举强调政府坚定不移地反对任何挑战、嘲讽或违反马来西亚法律的行为。
2023年7月30日，一张法米在清真寺发言的照片在网络上疯传，并附上文字称他是在进行政治演说。
不过，法米随后澄清，他只是回应有关Good Vibes音乐节取消的提问，并非发表政治演讲。
在2023年12月的内阁改组中，通讯及数码部被拆分为两个部门，法米继续担任通讯部长，而哥宾星（Gobind Singh Deo）则出任新成立的数码部部长。
此外，法米也被任命为内阁发言人，负责在首相无法出席时，特别是在每周内阁会议后向媒体发表讲话。

### 通讯部长（2023-）

#### 任內事迹

##### 新闻道德守则
2024年2月，法米推出了新的新闻从业道德守则，取代了大约35年前制定的旧守则。
新守则包括八项主要道德原则：新闻从业者必须负责任、透明公正地传播资讯、不受个人利益影响、传达合法资讯、尊重消息来源的隐私与保密性、了解媒体相关法律，并以新闻专业素养为首要前提。

##### 新闻自由指数下降丶否认无国界记者标准
2024年5月3日世界新聞自由日，无国界记者组织（RSF）发表2024年世界新闻自由指数报告显示，马来西亚在世界新闻自由指数中的排名从2023年的73位急剧下降了34位至第107位，得分为52.07分。无国界记者组织在该年附带的一份报告中注明；「政府施加了巨大的政治压力，以阻止媒体讨论敏感话题或批评政客和政府官员，而当局正在追捕调查记者，并限制关于君主制、种族和宗教的讨论，从而导致对此事的广泛自我审查」。身兼通讯部长和团结政府发言人的法米随后在X平台上发文表示立场，同意接受RSF的报告。于此同时，独立新闻业中心（CIJ）敦促政府加快修改或废除限制媒体自由的法律。
法米过去一联串针对媒体采取的行动，被视是导致指数下降原因而受到批评。法米则对批评观点辩称，认为相比与上届国阵与国盟政府统治时期，马来西亚在新闻自由指数中的最新排名仍然被认为是良好的，并会以开放态度接受RSF的报告。他示意，并非所有标准都符合马来西亚实践的东方价值观或举止相匹配，并重申政府不会在涉及3R问题（种族，宗教和皇室）上滥用新闻自由概念妥协。他也拒绝有者比较以色列的新闻自由指数高于马来西亚是让国家蒙羞的观点。他反指无国界记者组织的新闻自由指数并不是黄金标准，并以半岛电视台驻以色列办事处遭到突击搜查的例子，称这使以色列在该指数中排名第101位而马来西亚排名第107位受到质疑。然而，以色列只是部分封锁，因为在以色列仍然可以通过Facebook访问该频道。他表示将与无国界记者组织会面。
法米的回应被视为是对排名下滑采取了不负责任的态度而引起了公民社会组织的批评。促进改革公民社会组织（CSO Platform for Reform）指出，通讯部长法米称马来西亚今年的排名远高于2022年和2021年，是一种不负责任的说法。该组织也敦促必须将马来西亚媒体理事会（MMM）从政府或商业分离出来，以保障新闻自由，并要求废除印刷和出版法以提高媒体自由。5月15日，法米再次回应无国界记者发表的2024年世界新闻自由指数报告，指该报告不一定是基于无国界记者在其专业的努力，而是基于填写了许多文件或调查的受访者的反馈。
11月21日，首相安华·依布拉欣在国会上将新闻自由指数的大幅下降归因于统治者会议不希望受到公开批评。

##### 社交平台运营执照制度
2024年7月27日，马来西亚通讯及多媒体委员会（MCMC）宣布，自2025年1月1日起，所有在马来西亚拥有至少800万注册用户的社交媒体和网络通讯服务，必须根据《1998年通讯与多媒体法令》（第588号法令）申请“应用服务供应商C类执照” [ASP(C)]。
对此，法米强调，超过90%的MCMC投诉案件涉及诈骗、网络人口贩运、性虐待内容、诱骗行为、非法毒品交易、武器获取、恐怖主义意识形态的传播以及仇恨言论。
2024年12月，法米起草了《通讯与多媒体法令》的修订案，称此举将通过澄清过于宽泛的条文，进一步增强马来西亚人民的言论自由。
他指出，在新修订中，讽刺与幽默内容将不被定为犯罪。

##### 媒体工作者福利
2025年2月19日，法米与约30位媒体机构代表会面，讨论媒体工作者的福利问题。
这场会议是在媒体行业裁员潮导致逾100人失业之后召开的，而其他雇主则存在拖欠薪资或不遵守员工福利规定的行为。
法米透露，他过去一直在幕后协助媒体工作者，但召开这次会议是为了促使媒体业主对员工福利负责。

##### 媒体理事会法案
2025年2月26日，马来西亚国会下议院通过了《马来西亚媒体理事会法案》。
法米称这是一项媒体自由的重要胜利，并表示希望媒体理事会能在年内全面成立。他指出，该法案的独特之处在于保障女性和东马人民的少数群体代表性。
他强调这是历史性的一刻，因为该立法构想最早可追溯至1973年。他也表达希望透过这个自我监管机构，不仅保障媒体自由，也关注媒体行业工作者的福利等其他议题。

## 个人生活
法米的妻子是阿兹丽娜·普特丽·莫哈末·马尤丁（Azrina Puteri Mohamed Mahyuddin），昵称为Myra。他们育有两个儿子。

## 选举成绩
| 年份 | 选区               | 候选人 | 候选人                 | 得票数 | 得票率 | 竞选对手                 | 竞选对手         | 得票数 | 得票率 | 总票数 | 多数票 | 投票率 |
| ---- | ------------------ | ------ | ---------------------- | ------ | ------ | ------------------------ | ---------------- | ------ | ------ | ------ | ------ | ------ |
| 2018 | 吉隆坡 P121 班底谷 |        | 法米法兹（人民公正党） | 33,313 | 50.24% |                          | 拉惹龙吉（巫统） | 27,715 | 41.80% | 66,305 | 5,598  | 83.50% |
| 2018 | 吉隆坡 P121 班底谷 |        | 法米法兹（人民公正党） | 33,313 | 50.24% | 法兹阿布巴卡（伊斯兰党） | 5,277            | 7.96%  |        | 66,305 | 5,598  | 83.50% |
| 2022 | 吉隆坡 P121 班底谷 |        | 法米法兹（人民公正党） | 35,359 | 46,09% |                          | 南兰（巫统）     | 21,447 | 27.96% | 76,714 | 13,912 | 75.34% |
| 2022 | 吉隆坡 P121 班底谷 |        | 法米法兹（人民公正党） | 35,359 | 46,09% | 法兹阿布峇卡（伊斯兰党） | 19,098           | 24.60% |        | 76,714 | 13,912 | 75.34% |
| 2022 | 吉隆坡 P121 班底谷 |        | 法米法兹（人民公正党） | 35,359 | 46,09% | 诺阿兹玛（土著权威党）   | 810              | 0.16%  |        | 76,714 | 13,912 | 75.34% |

## 个人荣誉
- 马来西亚
  -  获颁第十七任最高元首登基纪念勋章（2024年）

- 聯邦直轄區
  -  联邦直辖区拿督勋章（PMW）—拿督（2025年）[47]